# Carina Raich
Carina Raich (ur. 14 marca 1979 w Innsbrucku) – austriacka narciarka alpejska.

## Kariera
Po raz pierwszy na arenie międzynarodowej pojawiła się 20 grudnia 1994 roku w Nendaz, gdzie w zawodach FIS zajęła 34. miejsce w slalomie. W zawodach Pucharu Świata zadebiutowała 10 grudnia 2000 roku w Sestriere, gdzie zajęła 24. miejsce w tej samej konkurencji. Tym samym już w debiucie zdobyła pierwsze punkty. Na podium zawodów tego cyklu jedyny raz stanęła 22 listopada 2001 roku w Copper Mountain, kończąc rywalizację w slalomie na trzeciej pozycji. W zawodach tych wyprzedziły ją jedynie Francuzka Laure Pequegnot i kolejna Austriaczka, Christine Sponring. W sezonie 2001/2002 zajęła 48. miejsce w klasyfikacji generalnej, a w klasyfikacji slalomu była piętnasta.
Wystartowała na igrzyskach olimpijskich w Salt Lake City w 2002 roku, gdzie nie ukończyła rywalizacji w slalomie. Podczas rozgrywanych rok wcześniej mistrzostwach świata w Sankt Anton uplasowała się na dziewiątej pozycji w slalomie.
Jest siostrą austriackiego narciarza alpejskiego Benjamina Raicha, żoną austriackiego kombinatora norweskiego Mario Stechera oraz szwagierką Marlies Schild.

## Osiągnięcia

### Igrzyska olimpijskie
| Miejsce | Dzień     | Rok  | Miejscowość    | Konkurencja | Czas biegu | Strata | Zwyciężczyni    |
| ------- | --------- | ---- | -------------- | ----------- | ---------- | ------ | --------------- |
| DNF2    | 20 lutego | 2002 | Salt Lake City | Slalom      | 1:46,10    | -      | Janica Kostelić |

### Mistrzostwa świata
| Miejsce | Dzień    | Rok  | Miejscowość | Konkurencja | Czas biegu | Strata | Zwyciężczyni |
| ------- | -------- | ---- | ----------- | ----------- | ---------- | ------ | ------------ |
| 9.      | 7 lutego | 2001 | St. Anton   | Slalom      | 1:32,95    | +3,13  | Anja Pärson  |

### Puchar Świata

#### Miejsca w klasyfikacji generalnej
- sezon 2000/2001: 102.
- sezon 2001/2002: 48.
- sezon 2002/2003: 75.
- sezon 2003/2004: 108.

#### Miejsca na podium
1. Copper Mountain – 22 listopada 2001 (slalom) – 3. miejsce